# Markéta III. Flanderská
Markéta III. Flanderská (13. dubna 1350, Mâle – 16. března 1405, Arras) byla jedinou dcerou flanderského hraběte Ludvíka II. a po jeho smrti přešla veškerá hrabství na ni a jejího druhého manžela Filipa II. Burgundského. Náležela k rodu Dampierrů.

## Život
Markéta přišla na svět jako poslední dítě flanderského hraběcího páru a již od kolébky byla předmětem sňatkové politiky. Po boku obou manželů se stala burgundskou vévodkyní. Až nakonec řízením osudu, po smrti staršího bratra v roce 1374 i otce, přešla vláda ve Flanderském, Artoiském, Burgundském, Neverském a Rethelském hrabství na ni. Po její smrti se vlády ujal nejstarší syn Jan a díky smlouvám z května a září roku 1404 mohl mladší syn Antonín usednout na brabantský a limburský vévodský stolec.

### Původ a dětství
Narodila se z manželství flanderského hraběte Ludvíka II. (1304–1384) s Markétou Brabantskou. Otec byl jediným synem hraběte Ludvíka I. a artoiské a burgundské hraběnky Markéty. Matka se narodila jako dcera brabantského a limburského vévody Jana III. Sňatek věkově nesourodého páru se konal v létě roku 1347. Ačkoliv měl Ludvík II. mnoho mimomanželských dětí, z manželství s Markétou Brabantskou se narodily děti pouze tři a oba synové otce nepřežili. Po tchánově smrti v roce 1355 se Ludvík II. začal nazývat brabantským a limburským vévodou, i když na titul neměl nárok, protože právoplatnou vévodkyní byla jeho švagrová Johana III. Krátce před smrtí se stal hrabětem burgundským a z Artois.[zdroj?]
Dne 14. května 1357 se stala manželkou burgundského vévody Filipa I. (1346–1361). Sňatek mezi sedmiletou Markétou a jedenáctiletým vévodou proběhl per procuration. Svatba se pak konala o čtyři roky později, dne 1. července 1361. Manželství ukončila smrt mladého vévody 21. listopadu 1361 a Markéta se v jedenácti letech stala vdovou.
Její druhá svatba se konala 19. června 1369 v Gentu, kde uzavřela manželství opět s burgundským vévodou. Druhý manžel Filip II. (1342–1404) byl synem francouzského krále Karla V. z Kapetovské dynastie. O dva roky později, 28. května 1371, pak přivedla na svět svého prvního potomka z celkem devíti dětí.

### Vláda
V lednu roku 1383/84 zemřel Markétin otec a ona se stala hraběnkou flanderskou, artoiskou, neverskou, rethelskou a burgundskou (Po smrti Markétina prvního manžela Filipa I. přešlo burgundské a artoiské hrabství zpět na Kapetovce a to na sestru jeho babičky Johany III., Markétu. Vzhledem k tomu, že byla Markétinou babičku, byla Markéta přímou dědičkou, nikoliv pouze manželkou dědice.)[zdroj?]
V květnu a září 1404 uzavřela Markéta smlouvu o nástupnictví v Brabantském a Limburském vévodství se svou bezdětnou tetou, vévodkyní Johanou. Na základě této smlouvy se Markéta a její mladší syn Antonín stali Johaninými nástupci.[zdroj?]

## Potomci
První manželství s burgundským vévodou Filipem I. (1346–1361) bylo bezdětné. Z druhého téměř pětatřicet let trvajícího manželství s burgundským vévodou Filipem II. (1342–1404) se narodilo devět dětí:
- Jan (28. května 1371 – 10. září 1419), burgundský vévoda, ⚭ 1385 Markéta Bavorská (1363 – 23. ledna 1423)
- Karel (1372 – 13. července 1373)
- Markéta (1374 – 8. března 1441), ⚭ 1385 Vilém II. Bavorsko-Straubinský (5. dubna 1365 – 31. května 1417)
- Ludvík (1377 – 10. ledna 1378)
- Kateřina (1378 – 26. ledna 1425),
⚭ 1393 Leopold IV. Habsburský (1371 – 3. června 1411), rakouský vévoda a tyrolský hrabě
⚭ 1414 Maxmilián Smassmann z Rappoltsteinu, rozvod 1421
- Bona (1379 – 10. září 1399)
- Antonín (1384 – 25. října 1415), brabantský a limburský vévoda, v bitvě u Azincourtu padl do zajetí, kde zemřel
⚭ 1402 Jana ze Saint-Pol
⚭ 1409 Eliška Zhořelecká (1390 – 3. srpna 1451)

- Marie (1386–1422) ⚭ 1393 Amadeus VIII. Savojský (4. září 1383 – 7. ledna 1451), savojský hrabě a vévoda, hrabě ze Ženevy, vládce Piedmontu a vzdoropapež
- Filip (1389 – 25. října 1415), hrabě z Nevers a Rethelu
⚭ 1409 Isabela z Coucy (1386–1411)
⚭ 1413 Bona z Artois (1396 – 17. září 1425)

## Předkové
|                           |                          |  |                   |                        |  |  |  |  |  |  |  | Robert III. Flanderský |
|                           |                          |  |                   |                        |  |  |  |  |  |  |  |                        |
|                           | Ludvík I. z Nevers       |  |                   |                        |  |  |  |  |  |  |  |                        |
|                           |                          |  |                   |                        |  |  |  |  |  |  |  |                        |
|                           |                          |  |                   | Jolanda Burgundská     |  |  |  |  |  |  |  |                        |
|                           |                          |  |                   |                        |  |  |  |  |  |  |  |                        |
|                           | Ludvík I. Flanderský     |  |                   |                        |  |  |  |  |  |  |  |                        |
|                           |                          |  |                   |                        |  |  |  |  |  |  |  |                        |
|                           |                          |  |                   | Hugo IV. z Rethelu     |  |  |  |  |  |  |  |                        |
|                           |                          |  |                   |                        |  |  |  |  |  |  |  |                        |
|                           | Jana z Rethelu           |  |                   |                        |  |  |  |  |  |  |  |                        |
|                           |                          |  |                   |                        |  |  |  |  |  |  |  |                        |
|                           |                          |  |                   | Isabela z Grandpré     |  |  |  |  |  |  |  |                        |
|                           |                          |  |                   |                        |  |  |  |  |  |  |  |                        |
|                           | Ludvík II. Flanderský    |  |                   |                        |  |  |  |  |  |  |  |                        |
|                           |                          |  |                   |                        |  |  |  |  |  |  |  |                        |
|                           |                          |  |                   | Filip IV. Francouzský  |  |  |  |  |  |  |  |                        |
|                           |                          |  |                   |                        |  |  |  |  |  |  |  |                        |
|                           | Filip V. Francouzský     |  |                   |                        |  |  |  |  |  |  |  |                        |
|                           |                          |  |                   |                        |  |  |  |  |  |  |  |                        |
|                           |                          |  |                   | Johana I. Navarrská    |  |  |  |  |  |  |  |                        |
|                           |                          |  |                   |                        |  |  |  |  |  |  |  |                        |
|                           | Markéta Burgundská       |  |                   |                        |  |  |  |  |  |  |  |                        |
|                           |                          |  |                   |                        |  |  |  |  |  |  |  |                        |
|                           |                          |  |                   | Ota IV. Burgundský     |  |  |  |  |  |  |  |                        |
|                           |                          |  |                   |                        |  |  |  |  |  |  |  |                        |
|                           | Johana II. Burgundská    |  |                   |                        |  |  |  |  |  |  |  |                        |
|                           |                          |  |                   |                        |  |  |  |  |  |  |  |                        |
|                           |                          |  |                   | Mahaut z Artois        |  |  |  |  |  |  |  |                        |
|                           |                          |  |                   |                        |  |  |  |  |  |  |  |                        |
| 'Markéta III. Flanderská' |                          |  |                   |                        |  |  |  |  |  |  |  |                        |
|                           |                          |  |                   |                        |  |  |  |  |  |  |  |                        |
|                           |                          |  | Jan I. Brabantský |                        |  |  |  |  |  |  |  |                        |
|                           |                          |  |                   |                        |  |  |  |  |  |  |  |                        |
|                           | Jindřich III. Brabantský |  |                   |                        |  |  |  |  |  |  |  |                        |
|                           |                          |  |                   |                        |  |  |  |  |  |  |  |                        |
|                           |                          |  |                   | Markéta Flanderská     |  |  |  |  |  |  |  |                        |
|                           |                          |  |                   |                        |  |  |  |  |  |  |  |                        |
|                           | Jan III. Brabantský      |  |                   |                        |  |  |  |  |  |  |  |                        |
|                           |                          |  |                   |                        |  |  |  |  |  |  |  |                        |
|                           |                          |  |                   | Hugo IV. Burgundský    |  |  |  |  |  |  |  |                        |
|                           |                          |  |                   |                        |  |  |  |  |  |  |  |                        |
|                           | Adéla Burgundská         |  |                   |                        |  |  |  |  |  |  |  |                        |
|                           |                          |  |                   |                        |  |  |  |  |  |  |  |                        |
|                           |                          |  |                   | Jolanda z Dreux        |  |  |  |  |  |  |  |                        |
|                           |                          |  |                   |                        |  |  |  |  |  |  |  |                        |
|                           | Markéta Brabantská       |  |                   |                        |  |  |  |  |  |  |  |                        |
|                           |                          |  |                   |                        |  |  |  |  |  |  |  |                        |
|                           |                          |  |                   | Filip III. Francouzský |  |  |  |  |  |  |  |                        |
|                           |                          |  |                   |                        |  |  |  |  |  |  |  |                        |
|                           | Ludvík z Évreux          |  |                   |                        |  |  |  |  |  |  |  |                        |
|                           |                          |  |                   |                        |  |  |  |  |  |  |  |                        |
|                           |                          |  |                   | Marie Brabantská       |  |  |  |  |  |  |  |                        |
|                           |                          |  |                   |                        |  |  |  |  |  |  |  |                        |
|                           | Marie z Évreux           |  |                   |                        |  |  |  |  |  |  |  |                        |
|                           |                          |  |                   |                        |  |  |  |  |  |  |  |                        |
|                           |                          |  |                   | Filip z Artois         |  |  |  |  |  |  |  |                        |
|                           |                          |  |                   |                        |  |  |  |  |  |  |  |                        |
|                           | Markéta z Artois         |  |                   |                        |  |  |  |  |  |  |  |                        |
|                           |                          |  |                   |                        |  |  |  |  |  |  |  |                        |
|                           |                          |  |                   | Blanka Bretaňská       |  |  |  |  |  |  |  |                        |
|                           |                          |  |                   |                        |  |  |  |  |  |  |  |                        |